# Tonneau (aeronautica)

Una rappresentazione grafica del tonneau da parte di un Aermacchi MB-339CD

In aeronautica, si definisce tonneau (pronuncia italiana /tonˈno/, in francese [tɔˈno]; in italiano mulinello o frullo o anche vite orizzontale) quella manovra acrobatica che porta a effettuare una rotazione completa sull'asse longitudinale del volo. Se si esegue un mezzo tonneau, l'aereo si trova capovolto.
Può essere eseguito da molti aerei in quanto non provoca grosse sollecitazioni strutturali o forti accelerazioni.
Una variante rispetto al precedente è il «tonneau a botte», in cui il velivolo, mentre ruota attorno all'asse longitudinale, descrive anche una traiettoria elicoidale, come se tracciasse una spirale sulla superficie interna di una botte (da qui il nome italiano predetto) o scorresse lungo la filettatura di un'enorme vite. A differenza del primo, se effettuata con grande variazione di quota, questa manovra potrebbe provocare una certa sollecitazione strutturale in uscita, quando il velivolo accelera e deve essere richiamato dalla picchiata.